# UE Rayo Esplugues
La Unió Esportiva Rayo Esplugues va ser un club català de futbol, conegut també com a Rayo Amarillo, de la ciutat d'Esplugues de Llobregat, al Baix Llobregat. L'any 1991 es va dissoldre i bona part de la seva plantilla es va afegir al CFA Espluguenc.

## Història
La Unió Esportiva Rayo Esplugues va ser fundada l'any 1959 per Pere Llurba i Solé.
L'equip masculí sènior va estar entre Primera i Segona Regional durant els anys 1972-73 i 1986-87, temporada en què va pujar a Regional Preferent.
El 28 de juny de 1991, el club va lliurar a la Federació Catalana de Futbol la renúncia de l'equip masculí sènior amateur a la Regional Preferent i va confirmar que continuaria només amb el futbol base. El club va renunciar fusionar-se amb els altres clubs d'Esplugues, Unió Esportiva Esplugues i La Plana, per mantenir la seva identitat com a club, i va renunciar a ofertes de compra d'altres clubs.
L'1 de juliol, la Federació Catalana de Futbol va confirmar la renúncia de l'equip amateur del Rayo Esplugues a la Regional Preferent, segons la intenció de l'Ajuntament d'Esplugues que només hi hagués només un equip de futbol fort a la ciutat per poder arribar a la «categoria nacional».
El 25 de juliol es va homenatjar Agustí Urgell, president durant 22 anys del club, durant la presentació de l'Espluguenc, que aleshores comptava amb 11 jugadors del Rayo, convertit en Escola de Futbol Base d'Esplugues.

## Temporades
Lligues en què va jugar el Rayo Esplugues:
- 1987-88 – 1990-91: Regional Preferent
- 1986-87: Primera Regional
- 1977-78 – 1985-87: Segona Regional
- 1976-77: Primera Regional
- 1975-76: Segona Regional
- 1973-74 – 1974-75: Primera Regional
- 1972-73: Segona Regional